# Uloborus lugubris
Espèce
Synonymes
- Philoponus lugubris Thorell, 1895

Uloborus lugubris est une espèce d'araignées aranéomorphes de la famille des Uloboridae.

## Distribution
Cette espèce est endémique de Birmanie.

## Description
La femelle holotype mesure 3,75 mm.

## Publication originale
- Thorell, 1895 : Descriptive catalogue of the spiders of Burma. London, p. 1-406 (texte intégral).